# 런던 선언

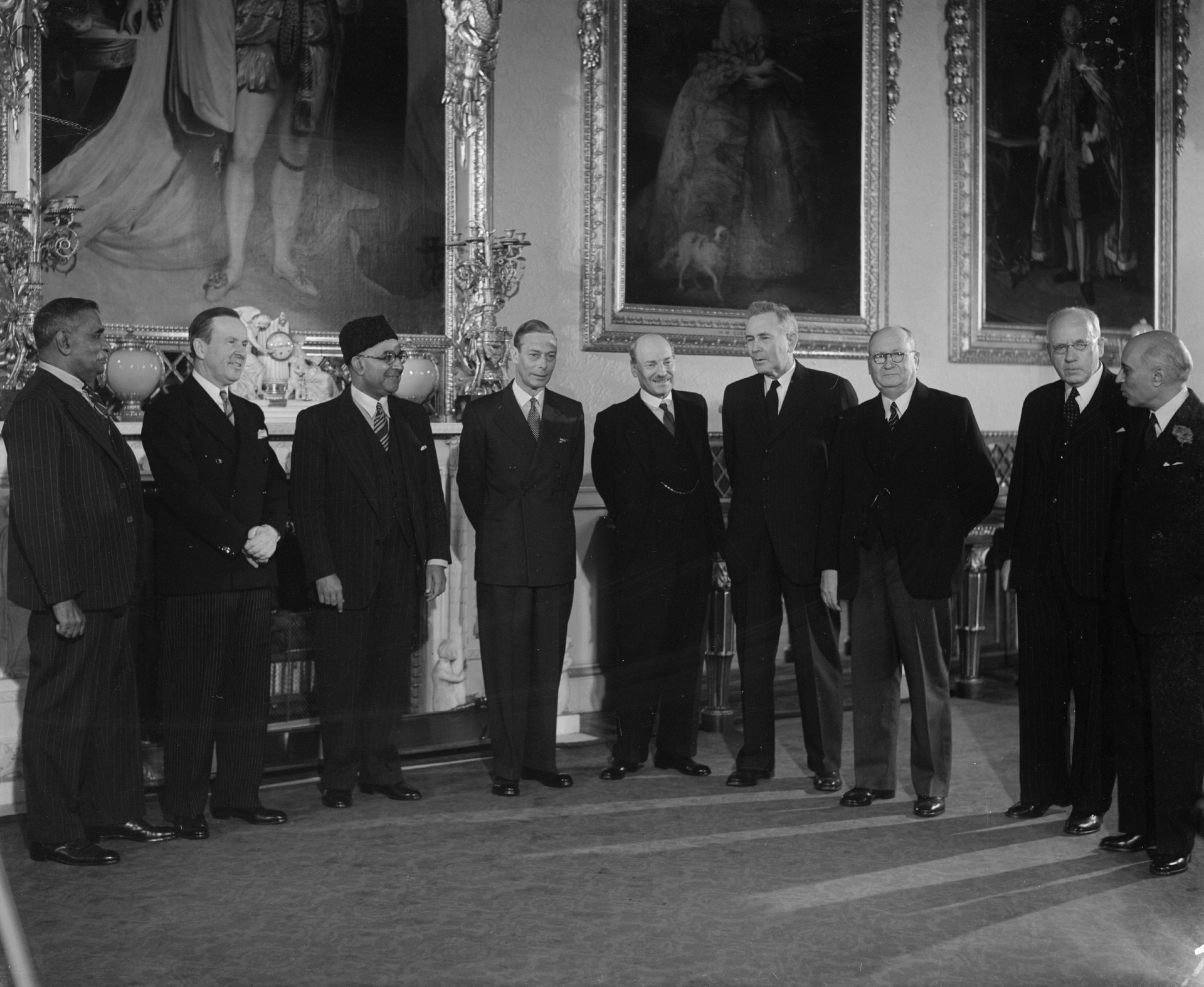
1949년 연방 총리 회의를 위해 버킹엄 궁전에 모인 영연방 총리들과 국왕

런던 선언(영어: London Declaration)은 1949년 영연방 총리 회의에서 인도가 공화주의 헌법으로 전환한 후에도 영국 제국의 일부였던 독립 국가들의 연합인 영연방에 계속 가입할 것인지에 대한 문제에 관해 발표한 선언문이다.
인도의 정치인 V. K. 크리슈나 메논이 초안한 이 선언문은 인도가 공화국이 된 후에도 인도가 계속 회원 자격을 유지하는 데 총리가 동의했음을 명시했다. 그 선언을 통해 인도 정부는 국왕을 독립 회원국의 자유 연합의 상징이자 영연방의 수장으로 받아들인다는 의사를 표명했다.